# Knema ridsdaleana
Knema ridsdaleana är en tvåhjärtbladig växtart som beskrevs av De Wilde. Knema ridsdaleana ingår i släktet Knema och familjen Myristicaceae. Inga underarter finns listade i Catalogue of Life.